# Giovanni Maria Cavasanti
Giovanni Maria Cavasanti, italijanski general, * 1774, † 1838.
Med letoma 1819 in 1820 ter med letoma 1830 in 1831 je bil poveljujoči general Korpusa karabinjerjev, medtem ko je bil med letoma 1822 in 1830 namestnik poveljujočega generala Korpusa karabinjerjev.